# Thomas Funck
Thomas Fredrik Georg Funck (* 26. Oktober 1919 in Linköping; † 30. Dezember 2010 in Hallingeberg) war ein schwedischer Hörspiel- und Kinderbuchautor, Synchronsprecher, Musiker und Drehbuchautor. Bekanntheit erlangte er für seine Hörspiele um den Grashüpfer Kalle Stropp und den Frosch Gustav Boll.

## Leben
Funck kam 1919 im schwedischen Linköping als jüngstes von vier Kindern zur Welt. Er hatte eine Schwester und zwei Brüder, darunter den zwei Jahre älteren späteren Operettensänger Hans „Hasse“ Funck. Die Familie gehörte zum alten Stockholmer Geschlecht Funck; Thomas Funck trug wie seine Brüder den Titel Friherre (Baron). Seine Eltern trennten sich, als Funck noch klein war; er wuchs mit seinen Geschwistern bei der Mutter auf. Schon früh interessierte sich Funck für das Radio und das Puppenspiel. Er stellte eigene „Radiosendungen“ zusammen und improvisierte Puppentheateraufführungen, in denen er alle Figuren selbst sprach.
Er verließ die Schule mit dem Realexamen und besuchte während der Zeit des Nationalsozialismus eine Handelsschule in Bremen. In dieser Zeit kaufte er sich seine erste Gitarre und widmete sich nach Ende des Zweiten Weltkriegs in Schweden dem Schreiben, Gesang und der Malerei. Vergeblich versuchte er, an der Dramatens elevskola angenommen zu werden. Funck veröffentlichte 1945 Gedichte in der Anthologie Ny lyrik, 1945, im Folgejahr erschien sein erster Prosaband Småstycken.
Funck hatte bereits 1945 eine Geschichte um den Grashüpfer Kalle Stropp und den Frosch Gustav Boll (im Original Grodan Boll) geschrieben, um einen kranken Jungen in der Verwandtschaft aufzuheitern. Eine Bekannte sandte die Geschichte an das Sveriges Radio, das sie annahm und 1945 von dem Schauspieler Manne Grünberger für das Radio einsprechen ließ. Funck schrieb daraufhin weitere Geschichten um die tierischen Freunde, die im Rahmen der Reihe Radioteatern auf Sveriges Radio liefen und von Schauspielern eingesprochen wurden.
Mit seinem eigenen Radioprogramm Här kommer Kalle Stropp erlebte Funck im Herbst 1954 seinen Durchbruch. Er sprach dabei alle Figuren selbst ein, verfasste das Skript, schrieb die Musik und entwickelte die Soundeffekte. Funcks Märchenwelt – das inzwischen feste Figurenrepertoire umfasste neben Kalle und Gustav auch den Blechroboter Blech-Niklas (Plåtniklas), den Papagei (papegojan), das Huhn (hönan) und den Fuchs (räven) – wurde nun nicht nur im Radio (u. a. in der Kindersendung Snurran) gesendet: Nils Egerbrandt veröffentlichte ab 1954 Kalle-Stropp-Comics in der Zeitschrift Husmodern, ab 1955 erschienen Geschichten um Kalle Stropp als Kinderbuch und Funck trat mit den Figuren als Puppen in Bühnenshows und im Fernsehen auf. Ab Dezember 1955 wurde das Theaterstück Kalle Stropp, Grodan Boll och deras vänner am Oscarsteatern in Stockholm gezeigt, wobei Jan Malmsjö die Rolle des Kalle Stropp und Eric Stolpe die des Gustav Boll übernahm; Regie führte Hasse Funck. Im Jahr 1956 erschien der erste Spielfilm Kalle Stropp, Grodan Boll och deras vänner im Kino, für den Funck das Drehbuch schrieb, einen Großteil der Darsteller synchronisierte und die Filmmusik komponierte.
Ab 1960 war Funck rund 30 Jahre als Dozent an einer Schauspielschule für Kinder tätig. In den späten 1960er-Jahren sank die Popularität von Funcks Figurenwelt zunächst. Der Frosch Gustav Boll – von Thomas Funck gesprochen – übernahm ab 1970 im Radio eine neue Rolle. In der wöchentlichen Radiosendung Veckans tisdag war er bis 1977 mit „Tante Anita“ (Anita Lindman) und der Marionette Televinken (gesprochen von Ola Lundberg; beide ab 1964 im Radio als Anita och Televinken bekannt geworden) zu hören. Ausschnitte der Sendung wurden auch auf LP veröffentlicht.
Im Jahr 1951 Jahren hatte Funck zum ersten Mal geheiratet und war Vater eines Sohnes geworden. Im Jahr 1975 heiratete er in zweiter Ehe die Synchronsprecherin und Puppenspielerin Eva Årlin; auch dieser Ehe entstammte ein Sohn. Funck zog sich ab den 1970er-Jahren mehr ins Privatleben zurück. Er war jedoch weiterhin im Radio zu hören, so ab 1980 mit den Figuren Kalle Stropp und Gustav Boll in der Radioreihe Radio Kallopps. Seine letzten größeren Projekte wurden die beiden Zeichentrickfilme Kalle Stropp och Grodan Boll (1987) und Kalle Stropp och Grodan Boll på svindlande äventyr (1991), für die er das Drehbuch und die Musik schrieb und die Hauptfiguren einsprach.
Bereits in den 1990er-Jahren war bei Funck Krebs diagnostiziert worden, der jedoch erfolgreich behandelt werden konnte. Er verstarb am 30. Dezember 2010 nach kurzer, schwerer Krankheit. In Reaktion auf seinen Tod änderte das Sveriges Radio P1 sein Program und sendete am 5. Januar 2011 eine Sendung der Reihe Barnkulturradions favoriter [Ü: Kinderkulturradiolieblinge] aus dem Jahr 1997, in dem Funck über die Entstehung der Geschichten um Kalle Stropp und Gustav Boll berichtete.

## Filmografie
- 1956: Kalle Stropp, Grodan Boll och deras vänner
- 1987: Kalle Stropp und sein Freund Boll (Kalle Stropp och Grodan Boll) (Kurzfilm)
- 1991: Kalle Stropp und sein Freund Boll (Kalle Stropp och Grodan Boll på svindlande äventyr)

## Hörspiele (Auswahl)
- 1952: Kalle Stropp och lopporna
- 1954: Kalle Stropps Födelsedag
- 1955: Kalle Stropp och Bagare Boll
- 1956: Kalle Stropp och Grodman Boll
- 1957: Kalle Stropp och Sitting Boll
- 1957: Kalle Stropp och Gubben Glömsk
- 1959: Kalle Stropp och Grodan Boll: Undervattensäventyret
- 1961: Grodan Bolls Rymdfärd
- 1975: Kalle Stropp och Grodan Boll i grön galosch
- 1979: Grodan Boll och Kalle Stropp i rök och damm[10]

## Publikationen (Auswahl)
- 1945: Ny lyrik, 1945 – Anthologie, erschienen in Stockholm
- 1946: Småstycken – Verlag Albert Bonnier, Stockholm
- 1956: Med grodan Boll och Kalle Stropp på Barnens dag – Tiden, Stockholm (mit Illustrationen von Einar Norelius)
- 1956: Kalle Stropp och Grodan Boll på äventyr med flotten – Tiden, Stockholm (mit Illustrationen von Einar Norelius)
- 1956: Kalle Stropp och Grodan Boll och räven och papegojan och hönan och Plåtniklas och vaktparaden och många andra – Tiden, Stockholm (mit Illustrationen von Einar Norelius)
- 1957: Kalle Stropp, Grodan Boll och en baddare – Tiden, Stockholm (mit Illustrationen von Einar Norelius)
- 1958: Upptäcksresanden Kalle Stropp och hans passopp Grodan Boll – Tiden, Stockholm (mit Illustrationen von Einar Norelius)
- 1963: Kalle Stropp och hans vänner – Tiden, Stockholm (mit Illustrationen von Einar Norelius)
- 1988: Kalle Stropp och Grodan Boll räddar Hönan – Semic, Sundbyberg
- 1998: Kalle Stropp och Grodan Boll – Lind & Co, Stockholm (Neuauflage)
- 1999: Kalle Stropp och Grodan Boll på flotten – Lind & Co, Stockholm (Neuauflage)
- 2000: Kalle Stropp, Grodan Boll och en baddare – Lind & Co, Stockholm (Neuauflage)
- 2001: Kalle Stropp och Grodan Boll på upptäcktsresa – Lind & Co, Stockholm (Neuauflage)